# Jurumudi Baru
Jurumudi Baru is een bestuurslaag in het regentschap Tangerang van de provincie Banten, Indonesië. Jurumudi Baru telt 20.186 inwoners (volkstelling 2010).